# Лаборатория на чипе

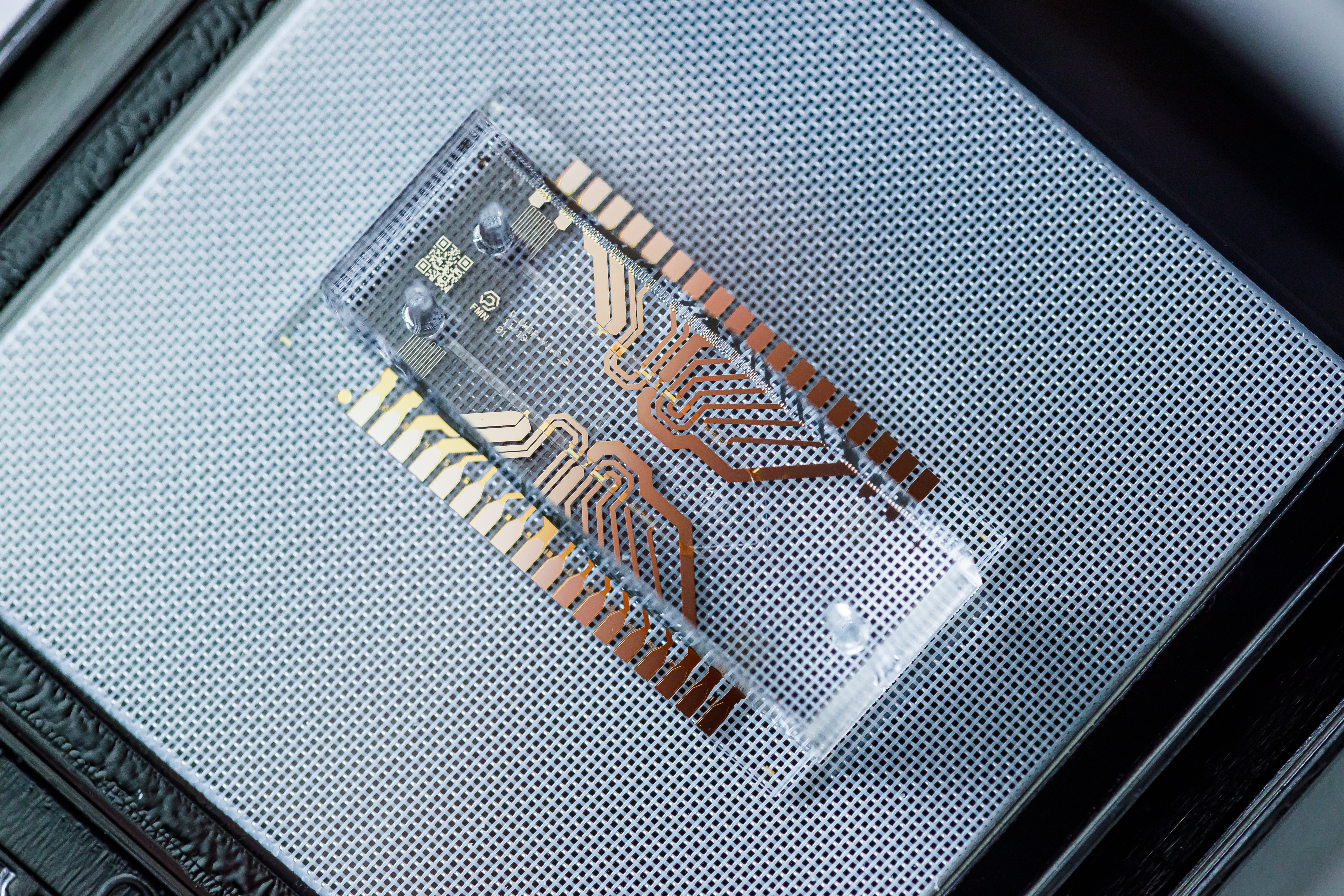
Образец современного микрофлюидного чипа типа лаборатория-на-чипе, изготавливаемого в лаборатории FMN МГТУ им. Баумана

Лаборатория на чипе (англ. lab-on-a-chip или micro total analysis systems, сокр. LOC; µTAS), или микросистемы полного анализа, — миниатюрный прибор, позволяющий осуществлять один или несколько многостадийных (био)химических процессов на одном чипе площадью от нескольких мм2 до нескольких см2 и использующий микро- или наноскопические количества образцов для пробоподготовки и проведения реакций.

## Описание
Для создания лабораторий на чипе используется микротехнология, с применением 3D-принтеров, фотолитографии, микро- и нанофлюидики, прецизионного конструирования, наносенсорики и других приёмов, применяемых в производстве микроэлектромеханических систем (МЭМС). Лаборатории на чипе отличаются от обычных биомикрочипов, выполняющих, как правило, одну реакцию (например, гибридизацию нуклеиновых кислот) возможностью осуществлять последовательные химические превращения исходных образцов, включая стадии разделения, концентрирования, смешивания промежуточных продуктов, перемещения их в различные реакционные микрокамеры и считывания конечных результатов. Основные преимущества лабораторий на чипе заключаются в простоте их использования, высокой скорости проведения анализа, малом количестве образцов и реагентов, необходимых для получения результата, а также хорошей воспроизводимости результатов благодаря использованию стандартных технологий и автоматизированного оборудования в ходе изготовления и применения. В перспективе такие системы смогут значительно удешевить и сделать более доступными технологии исследования, проводимые в настоящее время в специализированных лабораториях на дорогостоящем оборудовании, например, диагностику онкологических и инфекционных заболеваний можно будет проводить непосредственно у постели больного или осуществлять экспресс-анализ загрязнения окружающей среды в полевых условиях. Значительно облегчает конструирование подобных устройств создание универсального набора компонентов (которые не трудно воссоздать с помощью 3D-принтера), из которого новое устройство может быть создано в считанные минуты.. Также существует перспектива будущего применения лабораторий на чипе в качестве микрореакторов в синтетической химии, а также в качестве микроустройств для лабораторной экспресс-диагностики, например, по ПЦР.